# Aenasiella brachyschelidis
Aenasiella brachyschelidis är en stekelart som beskrevs av Girault 1914. Aenasiella brachyschelidis ingår i släktet Aenasiella och familjen sköldlussteklar. Inga underarter finns listade i Catalogue of Life.